# Mrowisko (antologia)

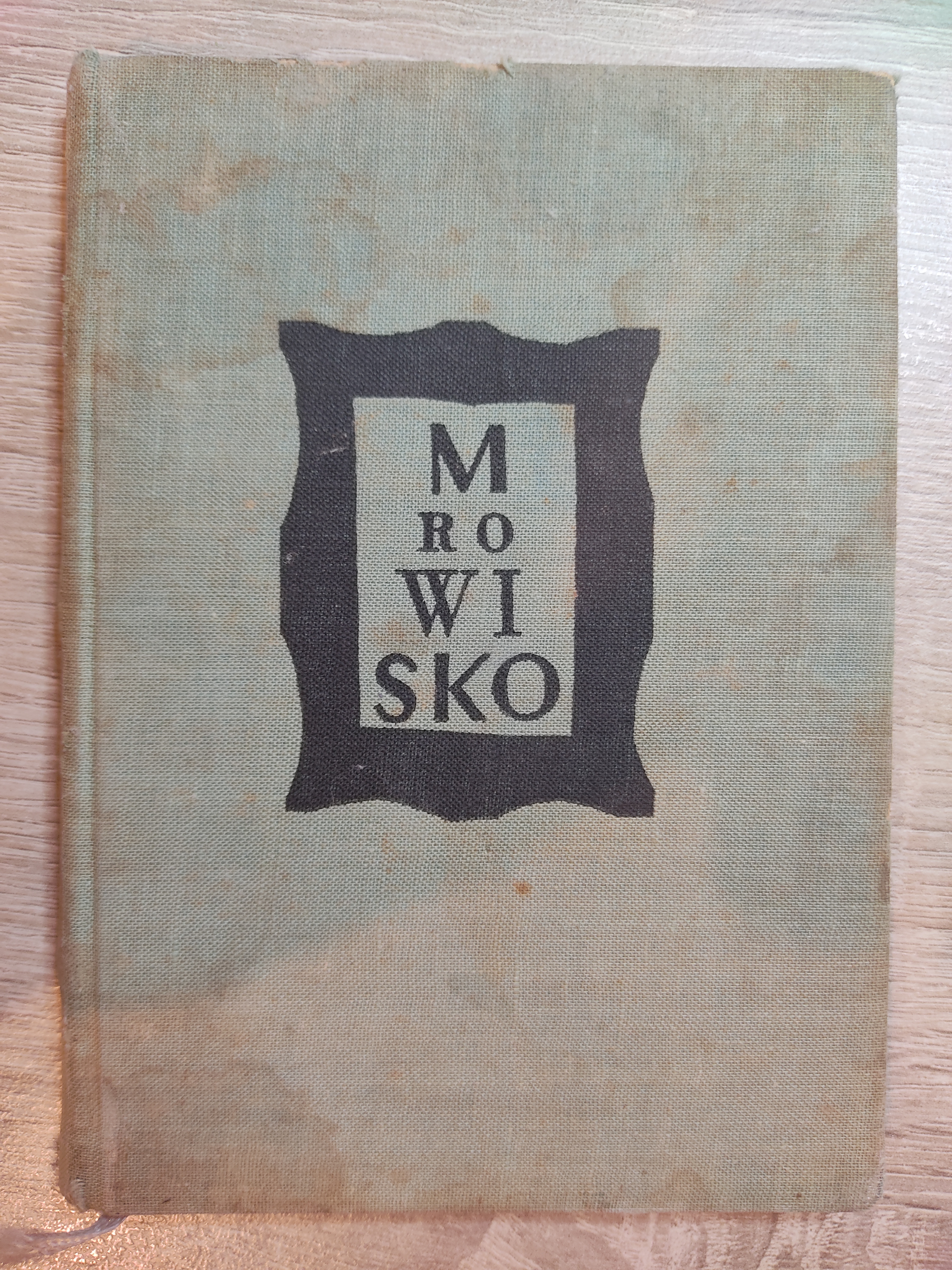
Mrowisko 1964 r.

Mrowisko (pełny tytuł: Mrowisko. Magazyn fraszek, satyry i humoresek) – antologia utworów literackich wydana w 1964 r. na Śląsku Cieszyńskim.

## Opis
Mrowisko to mała książka zawierająca wiersze, opowiadania, fraszki lub krótkie scenariusze napisane po polsku lub gwarą cieszyńską. W książce znajduje się także słowniczek. Opracowana została przez Henryka Jasiczka, zilustrowana przez Bronisława Liberda i wydana 1964 roku „Krajským nakladatelstvím v Ostravě“. W książce znajdują się dzieła autorów, działających na terenie Śląska Cieszyńskiego: Bronisław Bielan, Janusz Gaudyn, Henryk Jasiczek, Alojzy Mańka, Władysław Młynek, Karol Piegza, Wanda Pribulowa, Bronisław Procner, Gustaw Przeczek, Wilhelm Przeczek, Gustaw Sajdok, Władysław Sikora, Adam Wawrosz.